# Abdurrahmanpaşa, Erfelek
Abdurrahmanpaşa là một xã thuộc huyện Erfelek, tỉnh Sinop, Thổ Nhĩ Kỳ. Dân số thời điểm năm 2011 là 134 người.